# Olvido Hormigos
Olvido Hormigos Carpio (Los Yébenes⁣; Toledo, 16 de febrer de 1971) és una col·laboradora de televisió espanyola, exregidora de Yébenes amb el PSOE. Es va fer coneguda arran de la difusió no consentida d'un vídeo íntim seu a internet l'any 2012. Des de llavors, ha col·laborat en diversos programes de televisió, treballant a Telecinco a partir del 2013.

## Biografia
Va néixer el 16 de febrer de 1971 a Los Yébenes, a la província de Toledo. Va ser regidora d'aquest municipi pel PSOE, fins que l'estiu del 2012 es va donar a conèixer públicament la difusió a través d'internet, sense el seu consentiment, d'un vídeo íntim en què apareixia masturbant-se. Hormigos va denunciar la seva difusió com a delicte contra la intimitat, acusant tant la seva exparella —qui havia estat el primer a rebre el vídeo, enviat per la mateixa Hormigos—, com l'alcalde de Yébenes, que suposadament va ajudar a propagar-lo. La denúncia va quedar arxivada en entendre el jutge que no existia delicte, ja que la legislació espanyola requereix que el material privat sigui robat o apropiat il·lícitament, cosa que no havia passat. El cas va aparèixer a premsa espanyola i fins i tot al diari nord-americà New York Daily News, després del seu primer posat a la revista Interviú⁣; i Hormigos va ser entrevistada als programes de televisió Equipo de investigación d'Antena 3, El programa de Ana Rosa a Telecinco i Las mañanas de Cuatro a Cuatro.
Un cop abandonat el seu partit polític va concursar al programa de salts des de trampolí de Telecinco ¡Mira quién salta! i es va convertir en col·laboradora temporal de Sálvame on presentava la secció "La caravana del Olvido", on buscava un «cos de l'estiu» a la costa i discoteques espanyoles. També ha estat portada de la revista Interviú i va concursar el juliol de 2013 al reality de Telecinco Campamento de verano.
El 30 d'octubre del 2013, Olvido va ser jurat de la gala "Chica Interviú". El dissabte 9 de novembre de 2013 va ser entrevistada al programa Abre los ojos... y mira de Telecinco. A finals del 2013 va posar per al calendari Interviú del 2014. El 18 de gener del 2014 va acudir al programa Abre los ojos... y mira acompanyada del seu marit per ser entrevistats. El juny del 2014 va posar nua mostrant el seu embaràs per a La otra crónica poques setmanes abans d'estar de part. El 31 de juliol del 2014 va néixer el seu tercer fill, una nena anomenada Valeria. L'11 de gener de 2015 va entrar com a concursant a la tercera edició del reality Gran Hermano VIP sent la primera expulsada amb un 53,7%. Va romandre onze dies i va ser una concursant polèmica, a causa dels seus enfrontaments amb altres concursants, entre ells Belén Esteban. El 18 de juny de 2015 va publicar una novel·la titulada El abrazo infiel. El juny del 2016 va començar a treballar a Mujeres y hombres y viceversa com a «assessora de l'amor».
Està casada amb el fuster toledà Jesús Atahonero Rico, nascut el 1966. La parella manté una relació oberta, en la qual no mantenen relacions sexuals entre ells, però segueixen convivint junts.

## Programes

### A la televisió

#### Participant al programa
- Mira qui salta! (2013); concursant - Telecinco
- Sálvame (2013-2018); col·laboradora i encarregada de la secció 'La caravana de l'Oblit', a més d'entrevistada - Telecinco
- De bona llei (2013); col·laboradora (1 episodi) - Telecinco
- Campament d'estiu (2013); concursant - Telecinco
- Gran Hermano VIP 3 (2015), concursant - Telecinco
- Gran Hermano VIP 4 (2016), col·laboradora - Telecinco
- Mujeres y hombres y viceversa (2016-2017), assessora de l'amor - Telecinco
- Gran Hermano VIP 5 (2017), defensora - Telecinco
- Ven a cenar conmigo: Gourmet edition (2018), participant - Cuatro

#### Com a entrevistada
- Equipo de investigación - (2012) - Antena 3
- Las mañanas de Cuatro - (2012) - Cuatro
- La mañana de La 1 - La 1
- Espejo Público - (2012, 2014, 2019, 2020) Antena 3
- Al rojo vivo - La Sexta
- El programa de Ana Rosa - (2013,2015); (4 entrevistes) - Telecinco
- Deluxe - (2013-2018); (20 entrevistes) - Telecinco
- Abre los ojos... y mira - (2013-2014); (2 entrevistes) - Telecinco
- Hable con ellas - (2015, 2016); - Telecinco
- Viva la vida - (2019); - Telecinco

### A ràdio

#### Com a entrevistada
- Onda Zero - 2012
- Cadena Ser - 2012
- ABC Radio - 2012

### Entrevistes a internet
- El 2 de setembre va sortir publicada una entrevista realitzada per Tamara Gorro en el seu propi bloc, El gorro de Tamara.
- Cocinando con Olvido Hormigos, una secció en vídeo d'ElMundoTV (1 entrevista)
- Reportatge per a la revista en línia Primera Línia (1 entrevista)

### Jurat
- Gala "Chica Interviú" el 30 d'octubre del 2013.
- El mánager (2013); (1 episodi- Jurat) - TV Canaria